# Europees Migratienetwerk
Het Europees Migratienetwerk (EMN) is een door de Europese Unie medegefinancierd netwerk. Het EMN heeft als doel actuele, objectieve, betrouwbare en vergelijkbare informatie te verschaffen over migratie en asiel. Dit om de beleidsvorming op nationaal en Europees niveau te ondersteunen, maar ook om het grote publiek te informeren. Het EMN beoogt tevens om informatieuitwisseling te faciliteren en aan te moedigen. 

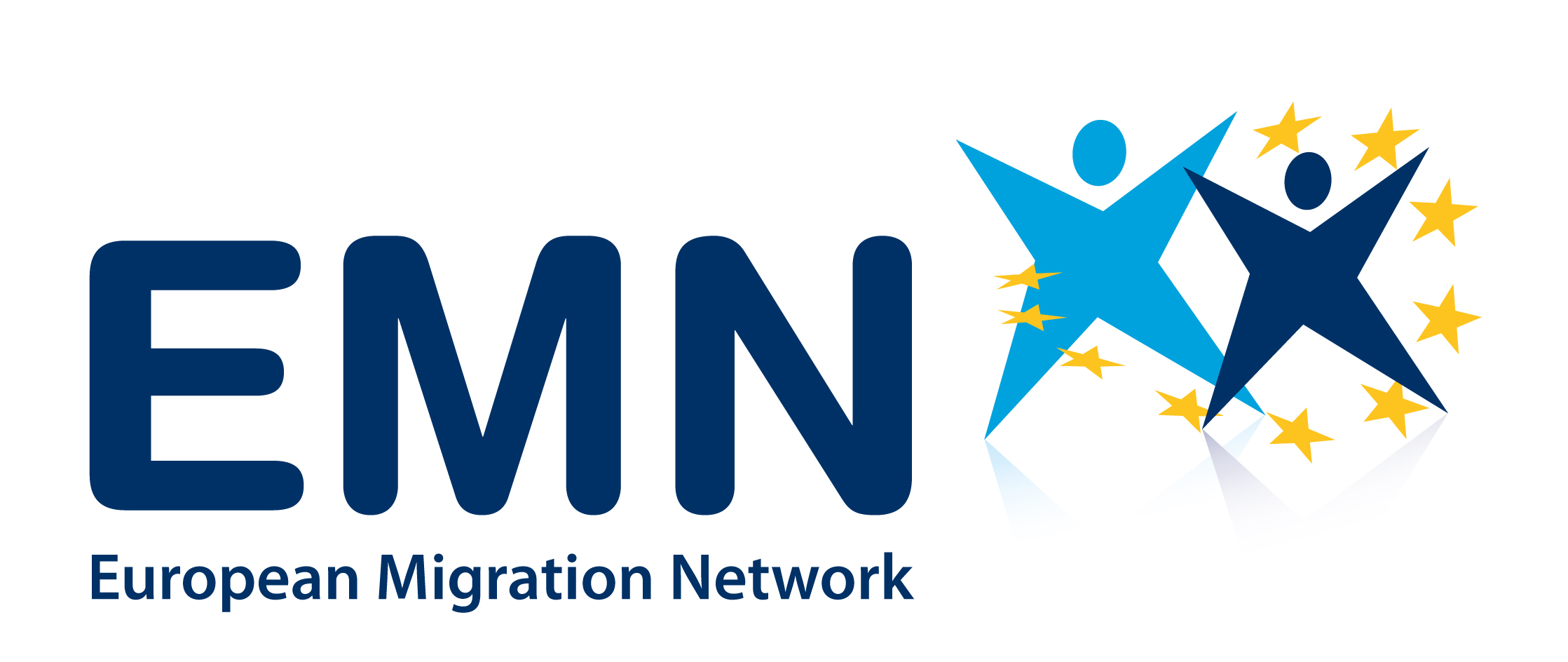
Emn logo jpg file

## Geschiedenis
De noodzaak om informatie tussen de Europese lidstaten uit te wisselen over alle aspecten van migratie en zo bij te dragen aan een gemeenschappelijk asiel- en migratiebeleid werd vastgesteld tijdens de Europese Raad van Laken in 2001 en bevestigd tijdens de Europese Raad van Thessaloniki in 2003. In dat jaar werd het EMN gelanceerd als pilootproject.
Het programma van Den Haag benadrukt de noodzaak om gemeenschappelijke analyses van migratiefenomenen uit te voeren. Ook het Stockholmprogramma bevat tal van elementen om tot een betere vergelijkbaarheid en uitwisseling van informatie over asiel-en migratiebeleid tussen de Lidstaten te komen. Binnen deze context werd in 2008 het EMN opgericht.
In maart 2021 traden Moldavië en Georgië als waarnemers toe tot het Europees Migratienetwerk. Dit was de eerste keer dat het EMN landen van buiten de Europese Economische Ruimte (EER) verwelkomde. Als waarnemer kunnen beide landen, op basis van wederzijdse instemming, deelnemen aan activiteiten en onderzoeken van het EMN. De exacte voorwaarden zijn vastgelegd in een samenwerkingsovereenkomst.

## Algemene structuur en organisatie
Het EMN wordt gecoördineerd door de Europese Commissie, meer specifiek het directoraat-generaal Migratie en Binnenlandse Zaken (DG Home), dit in samenwerking met de nationale contactpunten.
Deze nationale contactpunten worden in iedere lidstaat aangeduid door hun nationale overheid. De nationale contactpunten bestaan uit medewerkers van overheidsdiensten (bvb. Binnenlandse Zaken of Justitie), onderzoeksinstituten, universiteiten of nationale afdelingen van internationale organisaties. Elk nationaal contactpunt coördineert op zijn beurt een nationaal netwerk van relevante stakeholders.
Het EMN wordt ondersteund door een stuurgroep die wordt voorgezeten door de Europese Commissie, samen met vertegenwoordigers van de lidstaten van de Europese Unie. Noorwegen, Georgië en Moldavië nemen als waarnemer deel aan deze stuurgroep.
Het EMN werkt samen met verschllende partners, zowel binnen het EU-kader als daarbuiten. Dit zijn onder andere Eurostat, het Fundamental Rights Agency of FRA, Eurocities, de Internationale Organisatie voor Migratie (IOM), het European Return and Reintegration Network (ERRIN), het Rode Kruis (ICRC), de Organisatie voor Economische Samenwerking en Ontwikkeling (OESO / OECD) Frontex, en EASO.

## Structuur EMN België en EMN Nederland
Nederland en België waren betrokken bij de opstart van het EMN in 2003.
Het multi-institutionele Belgisch nationaal contactpunt van het EMN (EMN België) bestaat uit medewerkers van:
- De Dienst Vreemdelingenzaken (maakt deel uit van de Federale Overheidsdienst Binnenlandse Zaken);
- Het Commissariaat-generaal voor de Vluchtelingen en de Staatlozen;
- Het Federaal Migratiecentrum Myria;
- Het Federaal agentschap voor de opvang van asielzoekers (Fedasil).

EMN Nederland is ondergebracht bij het Informatie- en analysecentrum van de Immigratie- en Naturalisatiedienst (IND) dat sinds 1995 informatie levert van (de uitvoering van) het vreemdelingenbeleid in Nederland.
EMN België en EMN Nederland hebben beiden een eigen website met informatie over recente publicaties, conferenties en beleidsontwikkelingen op nationaal en Europees niveau (zie rubriek externe links).

## Rapporten, studies en andere outputs
Elk nationaal contactpunt van het EMN publiceert jaarlijks een beleidsrapport. Dit jaarlijks beleidsrapport biedt op nationaal niveau een overzicht van de belangrijkste ontwikkelingen in het asiel- en migratiebeleid, van het publieke debat hieromtrent, en van de voornaamste wetswijziging in deze beleidsdomeinen voor het desbetreffende referentiejaar. Op basis van de beleidsrapporten van alle nationale contactpunten, wordt een vergelijkend Europees syntheserapport opgesteld.
Daarnaast verricht elk nationaal contactpunt per jaar een aantal thematische studies. Dit zijn studies die centrale onderwerpen op het vlak van migratie en asiel behandelen. De onderwerpen van deze studies worden door de stuurgroep bij stemming beslist. Ook hier wordt op basis van de nationale bijdragen steeds een vergelijkend Europees syntheserapport opgesteld.
Tevens worden binnen het Europees Migratienetwerk jaarlijks een 75-tal ad hoc vragen (Ad-Hoc Queries) gesteld. Ad hoc vragen kunnen door een nationaal contactpunt of door de Europese Commissie worden gelanceerd. Vaak gebeurt dit op vraag van beleidsmakers. Ze worden gebruikt om binnen een relatieve korte tijdspanne (enkele weken) informatie te verzamelen aangaande een breed gamma van onderwerpen met betrekking tot relevante beleidsontwikkelingen op het vlak van migratie en asiel.
Een glossarium van termen gerelateerd aan asiel en migratie werd opgesteld om de vergelijkbaarheid tussen de EU Lidstaten te verhogen door middel van een gemeenschappelijk begrip en gebruik van termen en definities.
Het bulletin biedt vier keer per jaar een overzicht van Europese, nationale en andere ontwikkelingen op het vlak van asiel- en migratiebeleid. Ook wordt een overzicht gegeven van belangrijke statistieken, alsook van gerelateerde EMN outputs en ontwikkelingen.
Om de onderzoeksresultaten te verspreiden, organiseren het EMN en haar nationale contactpunten regelmatig events (conferenties, workshops, seminaries, ...) . Deze events leveren vaak interessante debatten op en bieden mogelijkheden om te netwerken en te reflecteren.